# Р̌ (кириллица)
Р̌, р̌ (Р с гачеком) — буква расширенной кириллицы, используемая в нивхском языке.

## Использование
Используется в нивхском алфавите, составленном в 1979 году, для обозначения звука [r̥]. В более ранних алфавитах на основе кириллицы ему соответствовали Рш рш и Рʼ рʼ, а в латинице 1932—1937 годов — Rʼ rʼ.
Использовалась в польской кириллице, соответствовала латинскому диграфу Rz rz, обозначающему [ʒ]. Данное начертание было выбрано по аналогии с чешской Ř ř.
- Польский кириллический алфавит (заглавные буквы)
- Польский кириллический алфавит (строчные буквы)